# Institut norvégien d'Athènes
L'institut norvégien d'Athènes (norvégien : Det norske institutt i Athen, grec moderne : Νορβηγικό Ινστιτούτο Αθηνών) est un institut scientifique d'État norvégien basé à Athènes, en Grèce. Il fait partie des nombreux instituts archéologiques étrangers établis en Grèce.
L'institut est créé en 1989. Ses activités se concentrent principalement sur la recherche archéologique, mais il fait également office d'institution culturelle, notamment en organisant divers événements.
L'institut est établi dans un bâtiment de la rue Tsámi Karatásou, dans le quartier athénien de Makrygiánni. L'institut gère également la bibliothèque nordique (en), située à proximité, en collaboration avec les instituts suédois, finlandais et danois d'Athènes.

## Projets de recherche et fouilles
Les recherches archéologiques de I'institut comprennent :
- l'étude archéologique de la région d'Arcadie;
- des recherches archéologiques marines sur l'île d'Ithaque;
- des fouilles archéologiques à Petropigí, près de Kavála;
- des fouilles archéologiques à Tégée, en Arcadie.